# Nesopetinus blackburnianus
Nesopetinus blackburnianus är en skalbaggsart som beskrevs av Scott 1908. Nesopetinus blackburnianus ingår i släktet Nesopetinus och familjen glansbaggar. Inga underarter finns listade i Catalogue of Life.